# 斯特耶马克狸藻组
斯特耶马克狸藻组（学名：Utricularia sect. Steyermarkia）为狸藻属下的一组。该组下包括3个原产于南美洲的小型狸藻。1989年，彼得·泰勒基于其种子及叶片的差别建立了斯特耶马克狸藻组。在此之前金斑狸藻（U. aureomaculata）和斯特耶马克狸藻（U. steyermarkii）曾被归于毛茎狸藻组（Setiscapella）组内。2008年，壳形狸藻（U. cochleata）的正式描述发表，并被归于该组。该组来源于朱利安·阿尔弗雷德·斯特耶马克。